# Candelaria (korstmos)
Candelaria  is een geslacht van korstmossen dat behoort tot de familie Candelariaceae. De typesoort is Candelaria concolor.

## Soorten
Volgens Index Fungorum telt het geslacht 20 soorten (peildatum oktober 2021):
| Soortnaam                            | Auteur(s)                               | Publicatiejaar |
| ------------------------------------ | --------------------------------------- | -------------- |
| Candelaria antarctica                | (Js. Murray) Poelt                      | 1974           |
| Candelaria asiatica                  | D. Liu & J.S. Hur                       | 2018           |
| Candelaria callopizodes              | (Nyl.) Vain.                            |                |
| Candelaria concolor (Vals dooiermos) | (Dicks.) Arnold                         | 1879           |
| Candelaria coudercii                 | Harm.                                   | 1890           |
| Candelaria crawfordii                | (Müll. Arg.) P.M. Jørg. & D.J. Galloway | 1992           |
| Candelaria dispersa                  | (Räsänen) Hakul.                        |                |
| Candelaria fibrosa                   | (Fr.) Müll. Arg.                        | 1887           |
| Candelaria fibrosoides               | M. Westb. & Frödén                      | 2007           |
| Candelaria fruticans                 | Poelt & Oberw.                          | 1974           |
| Candelaria indica                    | (Hue) Vain.                             | 1913           |
| Candelaria kenyensis                 | C.W. Dodge                              | 1971           |
| Candelaria laciniosa                 | (Nyl.) Kieff.                           | 1895           |
| Candelaria murrayi                   | Poelt                                   | 1974           |
| Candelaria pacifica                  | M. Westb. & Arup                        | 2011           |
| Candelaria quintanilhae              | Tav.                                    | 1964           |
| Candelaria sphaerobola               | Poelt & Reddi                           | 1969           |
| Candelaria subsimilis                | (Th. Fr.) Müll. Arg.                    | 1890           |
| Candelaria substellata               | (Ach.) Räsänen                          | 1939           |
| Candelaria xanthostigma              | Müll. Arg.                              | 1892           |